# Drunk
«Drunk» es una canción del cantante y compositor británico Ed Sheeran. Fue lanzado como el cuarto sencillo de su álbum de estudio debut +, el 17 de febrero de 2012. La canción fue escrita por Sheeran y Jake Gosling y producida por Gosling.

## Antecedentes
El 14 de enero de 2012, Ed Sheeran anunció en Twitter que su canción, "Drunk" sería lanzada como el cuarto sencillo de su álbum debut + diciendo "Así que mi siguiente sencillo es Drunk, tengo dos videos musicales para ti ... .. :) ". El vídeo oficial de la música, lanzado el 23 de enero de 2012, cuenta con un gato que saca a Ed y lo emborracha para distraerlo de una ruptura. La chica del vídeo, es la cantante que lo apoya en su reciente gira, Nina Nesbitt. Este es su primer vídeo musical en el que él protagonizó. Otro vídeo fue lanzado varios días antes por su primo. El vídeo musical incluyó un montón de clips de su gira por Reino Unido.